# Козырь, Максим Евсеевич
Максим Евсеевич Козырь (1890—1945) — советский военачальник, участник Великой Отечественной войны, Герой Советского Союза (17.05.1944), полный Георгиевский кавалер. Гвардии генерал-майор (11.02.1942).

## Биография
Максим Козырь родился 30 апреля (по новому стилю — 12 мая) 1890 года в селе Богатое (ныне — Новомосковский район Днепропетровской области Украины). После окончания сельской школы работал пастухом, затем батраком. Несколько лет работал коногоном на шахтах Чулковского и Рутченковского рудников в Юзовке.

### Первая мировая и гражданская войны
Был призван на службу в Русскую императорскую армию в декабре 1911 года. Служил в 134-м пехотном Феодосийском полку в Екатеринославе рядовым, в 1914 году окончил учебную команду и назначен унтер-офицером в пулемётную команду полка. Участвовал в Первой мировой войне, в чине старшего унтер-офицера убыл с полком на Юго-Западный фронт. В октябре 1915 года при отступлении из Галиции был ранен. После излечения в январе 1916 года направлен в Аткарский 419-й пехотный полк на том же фронте, в нём за боевые отличия произведен в подпрапорщики. После Февральской революции 1917 года на фронте был избран солдатами председателем полкового комитета солдатских депутатов, а позднее и командиром батальона. Некоторое время временно исполнял должность командира полка. За отличия в боях стал полным Георгиевским кавалером (до настоящего времени сохранились документы только о награждении Георгиевским крестом III степени за подвиг в бою 16 июля 1917 года). Два раза был ранен. В начале декабря 1917 года убыл с полком с фронта.
Вернулся на родину, в декабре 1917 году Козырь вступил в 2-й Брянский отряд Красной Гвардии на станции Эрастовка, а очень скоро выбран командиром этого отряда. Активный участник Гражданской войны. Воевал против войск Украинской Центральной рады, гайдамаков и австро-германскими оккупантами. Отряд превратился в партизанский и вёл боевые действия до ухода оккупантов в декабре 1918 года. В этом месяце в районе Севска отряд встретился с частями Красной Армии, вошёл в её состав, был переформирован во 2-ю Украинскую отдельную бригаду, а М. Е. Козырь утвержден её командиром. С начала февраля 1919 года — командующий группой войск Одесского направления, принимал участие в боях против английских и французских интервентов. В начале мая 1919 года группа войск М. Е. Козыря была переброшена для борьбы против войск генерала А. И. Деникина, в районе Таганрога расформирована, а он 4 мая назначен командиром 15-го стрелкового полка 7-й стрелковой дивизии, одновременно исполняя должность начальника боевого участка Иловайская — Волноваха — Пологи. 17 мая в бою под Волновахой против корпуса генерала А. Г. Шкуро был ранен, после излечения продолжил командовать полком. В августе 1919 года полк передан в 46-ю стрелковую дивизию и переименован в 414-й стрелковый полк, Козырь оставлен его командиром. Воевал при отражении генерального наступления Деникина на Москву и при контрнаступлении Красной Армии, отличился под Полтавой, Сумами, Севском, Льговом и при разгроме Корниловской (Дроздовской) дивизии под городом Дмитриев в декабре 1919 года, за что награждён орденом Красного Знамени РСФСР за номером 71. С января 1920 года — командир 138-й стрелковой бригады в той же дивизии. Участвовал с ней в боях против Русской армии генерала П. Н. Врангеля.

### Межвоенное время
После окончания Гражданской войны М. Е. Козырь продолжал службу в армии и в первую очередь окончил среднюю школу. С августа 1921 года командовал 4-м стрелковым полком 2-й Донецкой стрелковой дивизии (Артёмовск). С мая по ноябрь 1922 года служил в 15-й Сивашской стрелковой дивизии Вооружённых сил Украины и Крыма) (г. Николаев): командир 132-го и затем 2-го кадрового стрелковых полков, помощник командира 44-го стрелкового полка. Затем учился и в сентябре 1923 года окончил Харьковскую высшую повторную школу комсостава. С ноября 1923 года командовал 3-м отдельным Сумским батальоном ЧОН в Харьковской губернии. С мая по июнь 1924 года исполнял должность военного коменданта Харькова, затем назначен помощником командира 7-го стрелкового полка 3-й Казанской стрелковой дивизии Украинского военного округа (Севастополь). С ноября 1924 по октябрь — помощник начальника территориального управления Крымской АССР в Симферополе. Затем вновь на учёбе.
В сентябре 1926 года окончил Стрелково-тактические курсы усовершенствования комсостава РККА имени III Коминтерна «Выстрел», в январе 1927 года назначен помощником командира по хозяйственной части 224-го стрелкового полка 75-й стрелковой дивизии Украинского военного округа (Лубны, Хорол), с октября 1927 по ноябрь 1929 годов временно исполнял должность командира полка. С октября 1930 года — командир-военком 296-го стрелкового полка 99-й стрелковой дивизии Украинского ВО (Смела), с сентября 1932 — командир 283-го стрелкового полка 95-й стрелковой дивизии (Ананьев), с февраля 1934 — исполняющий должность помощника начальника береговой обороны и коменданта Кронштадтского укрепрайона по материальному обеспечению Морских сил Балтийского моря. В феврале 1936 года направлен на службу на курсы «Выстрел», где был начальником отделения слушателей, затем начальником учебного курса, при этом в январе-августе 1938 года сам прошёл повторное обучение на этих курсах. В феврале 1939 года полковник М. Е. Козырь был откомандирован в народное хозяйство с оставлением в кадрах РККА и назначен начальником военизированной охраны водного транспорта СССР. С марта 1940 — помощник начальника по строевой и учебной части — начальник учебного отдела курсов усовершенствования комсостава запаса Московского военного округа (станция Трудовая).
С октября 1940 года полковник Козырь был заместителем командира 42-й стрелковой дивизии 28-го стрелкового корпуса 4-й армии Западного особого военного округа, дислоцированной в Бресте.

### Великая Отечественная война
В этой должности он встретил начало Великой Отечественной войны. Участвовал в Белостокско-Минском оборонительном сражении, в котором дивизия с боями отходила на Кобрин и Бобруйск. В начале июля 1941 года её отвели в ближний тыл на пополнение, в том же месяце дивизия передана в 21-й стрелковый корпус 21-й армии, в августе — в 67-й стрелковый корпус. В начале июля командир 42-й стрелковой дивизии генерал-майор И. С. Лазаренко был арестован и полковник М. Е. Козырь принял на себя исполнение обязанностей командира дивизии. В составе Западного, Центрального и Брянского фронтов дивизия участвовала в Гомельской оборонительной операции и в Смоленском сражении. В начале сентября 1941 года вместе с 21-й армией дивизия была передана на Юго-Западный фронт, где буквально через несколько дней попала в Киевский котёл. В окружении М. Е. Козырь сумел сохранить управление дивизией, которая с боем и с потерями в конце сентября прорвалась через линию фронта к своим в районе города Прилуки.
С ноября 1941 года — начальник отдела боевой подготовки 1-й ударной армии Западного фронта, участвовал в битве за Москву. С января 1942 года командовал 84-й морской стрелковой бригадой на Северо-Западном фронте, участвовал в Демянской наступательной операции, где бригада освободила более 50 населённых пунктов. После тяжёлого ранения в июле 1942 года лечился в госпитале. После излечения 8 сентября был назначен командиром 391-й стрелковой дивизии 1-й ударной армии Северо-Западного фронта, участвовал в Демянской наступательной операции 1943 года. С 10 марта 1943 года командовал 7-й гвардейской стрелковой дивизией, но 3 мая 1943 года освобожден от должности «как не справившийся с работой». Направлен на тыловую работу и в конце июля 1943 года назначен начальником филиала курсов «Выстрел». Однако и там в сентябре был снят «по несоответствию занимаемой должности».
В октябре 1943 года был назначен с понижением заместителем командира 232-й стрелковой дивизии 38-й армии 1-го Украинского фронта. Отлично действовал в Киевской наступательной и в Киевской оборонительной операциях. 7 февраля 1944 года назначен командиром этой дивизии, переданной на соседний фронт.
Командир 232-й стрелковой дивизии (40-я армия, 2-й Украинский фронт) генерал-майор М. Е. Козырь отличился в ходе Уманско-Ботошанской наступательной операции. В первый же день этой операции, 5 марта 1944 года, дивизия генерала Козыря прорвала на всю глубину немецкую оборону севернее села Рубаный Мост. Развивая стремительное наступление, дивизия с ходу форсировала реки Бочва и Горный Тикич, освободила несколько десятков населённых пунктов. Дивизией было уничтожено до 8 000 солдат и офицеров противника, захвачено множество военных трофеев. Командующий армией генерал Ф. Ф. Жмаченко представил командира дивизии к награждению орденом Суворова 2-й степени, но вышестоящее командование оценило заслуги генерала Козыря выше и награда ему была повышена.
Указом Президиума Верховного Совета СССР от 17 мая 1944 года «за образцовое выполнение боевых зданий Командования на фронте борьбы с немецкими захватчиками и проявленные при этом отвагу и геройство» генерал-майору Максиму Евсеевичу Козырю присвоено звание Героя Советского Союза с вручением ордена Ленина и медали «Золотая Звезда» (№ 1964).
В конце апреля 1944 года в дивизию М. Е. Козыря приехал военный корреспондент газеты «Красная Звезда» Константин Симонов и долго беседовал с генералом. Подробный рассказ М. Е. Козыря Симонову о своей жизни писатель опубликовал в изданном после войны сборнике своих военных дневников «Разные дни войны». По признанию писателя, «… меня глубоко заинтересовала фигура самого командира дивизии, человека высоких душевных качеств, своеобразного обаяния и, как мне показалось, большого природного ума. Много лет спустя, вспоминая этого человека, его взгляды на жизнь, повадки, манеру разговора с подчиненными, я написал одного из действующих лиц своего романа „Живые и мёртвые“ — генерала Кузьмича».
С ноября 1944 года генерал Козырь был заместителем командира 50-го стрелкового корпуса. В ходе Дебреценской наступательной операции корпус захватил город Сату-Маре, в ходе Будапештской наступательной операции успешно форсировал реку Тиса южнее Чопа, в Банска-Быстрицкой операции освобождён город Банска-Бистрица, в Братиславско-Брновской операции им освобождены города Кремница, Прьевидза (Чехословакия). 21 апреля 1945 года при выезде в войска машина генерала Козыря попала в расположение немецких войск, все находившиеся в ней были убиты пулемётным огнём в городе Райград в 12 километрах от Брно.
Первоначально был похоронен на площади Красной Армии в Брно, но в апреле 1946 года перезахоронен на Ольшанском мемориальном кладбище Праги.

## Награды
- Герой Советского Союза (17.05.1944)
- Два ордена Ленина (17.05.1944, 21.02.1945)
- Три ордена Красного Знамени (1920, 14.02.1943, 3.11.1944)
- Орден Суворова 2-й степени (13.09.1944)
- Орден Богдана Хмельницкого 2-й степени (10.01.1944)
- Медаль «XX лет Рабоче-Крестьянской Красной Армии» (22.02.1938)
- Медаль «За оборону Москвы» (вручена в 1944 году)[5][8].

## Память
- У места гибели М. Е. Козыря в Райграде ему установлен памятник[5].
- Именем Героя названа улица в Кировском районе (микрорайон Широкий) Донецка.